# Thajská kuchyně
Thajská kuchyně (thajsky: อาหารไทย) je národní kuchyní asijského státu Thajsko.
Thajská jídla jsou většinou lehká, kořeněná a velmi pikantní. Thajská kuchyně byla ovlivněna kuchyněmi sousedních států, ale i čínskou, indickou nebo portugalskou kuchyní.
V roce 2017 americká televize CNN vydala seznam padesáti nejlepších jídel světa, který byl vydán na základě průzkumu, kterého se účastnilo 35 000 lidí. Z těchto padesáti jídel tam bylo sedm jídel z thajské kuchyně (konkrétně tom yam, pad thai, som tam, kari massaman, zelené kari, smažená rýže po thajsku a mu nam tok).

## Ingredience

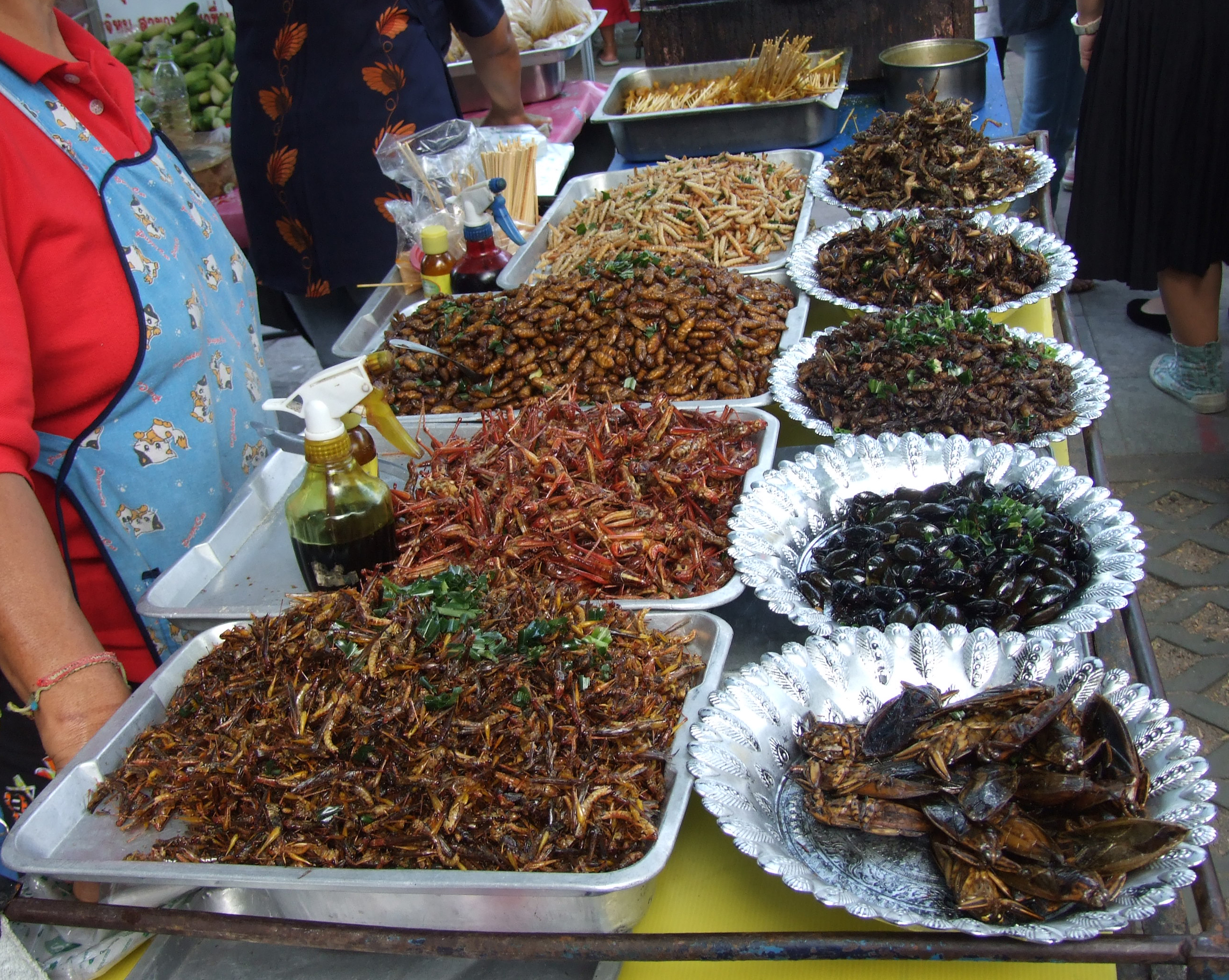
Hmyzí speciality

Thajská kuchyně používá mnoho různých ingrediencí. Používá mnoho různých koření, která se častěji používají v čerstvé formě než sušená. Populárními kořeními v Thajsku jsou: galangal, koriandr, citrónová tráva, šalotka, pepř a především chilli. Základní potravinou Thajska je, stejně jako v mnoha jiných zemích Asii, rýže (tajsky khao). Rýže je součástí většiny thajských jídel, a slovní spojení "jíst rýži" má v thajštině stejný význam jako "jíst jídlo". V Thajsku se používá více druhů rýže: rýže setá (khao chao), jasmínová rýže (khao hom mali) nebo lepkavá rýže (khao niao). Kromě rýže se používají také nudle, nejpoužívanějšími thajskými nudlemi jsou: khanom chin (nudle z fermentované rýže, podávají se nejčastěji s pikantním kari), bami (nudle z pšeničné mouky a vajec, podávané nejčastěji studené) a wun sen (tzv. celofánové nudle, tenké nudle vyráběné z fazolí mungo). V Thajsku se používá i maso, nejčastěji kuřecí, vepřové, kachní, hovězí a buvolí, dříve se také více používala zvěřina (prase divoké, jelen, vodní ptactvo). Používají se také ryby (tlamoun nilský, sumec) a plody moře (mušle, krevety). Běžně se konzumuje také hmyz (smažené kobylky, cvrčci, včelí larvy, mravenčí vajíčka nebo termiti). Jako dochucovadlo se používají různé pasty (krevetová pasta) a rybí omáčka. Jako sladidlo se používá palmový cukr.

## Thajské pokrmy

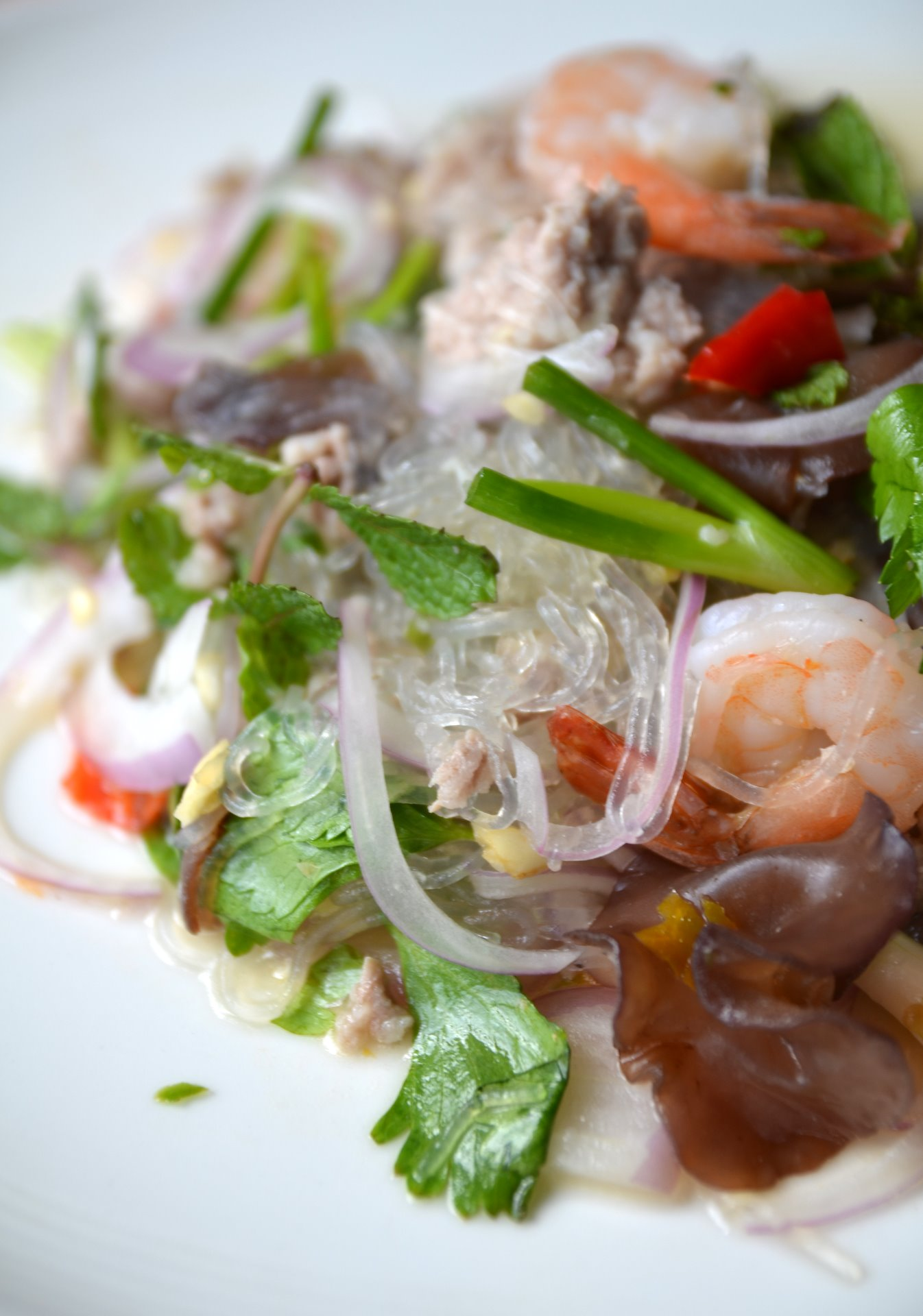
Yam wun sen

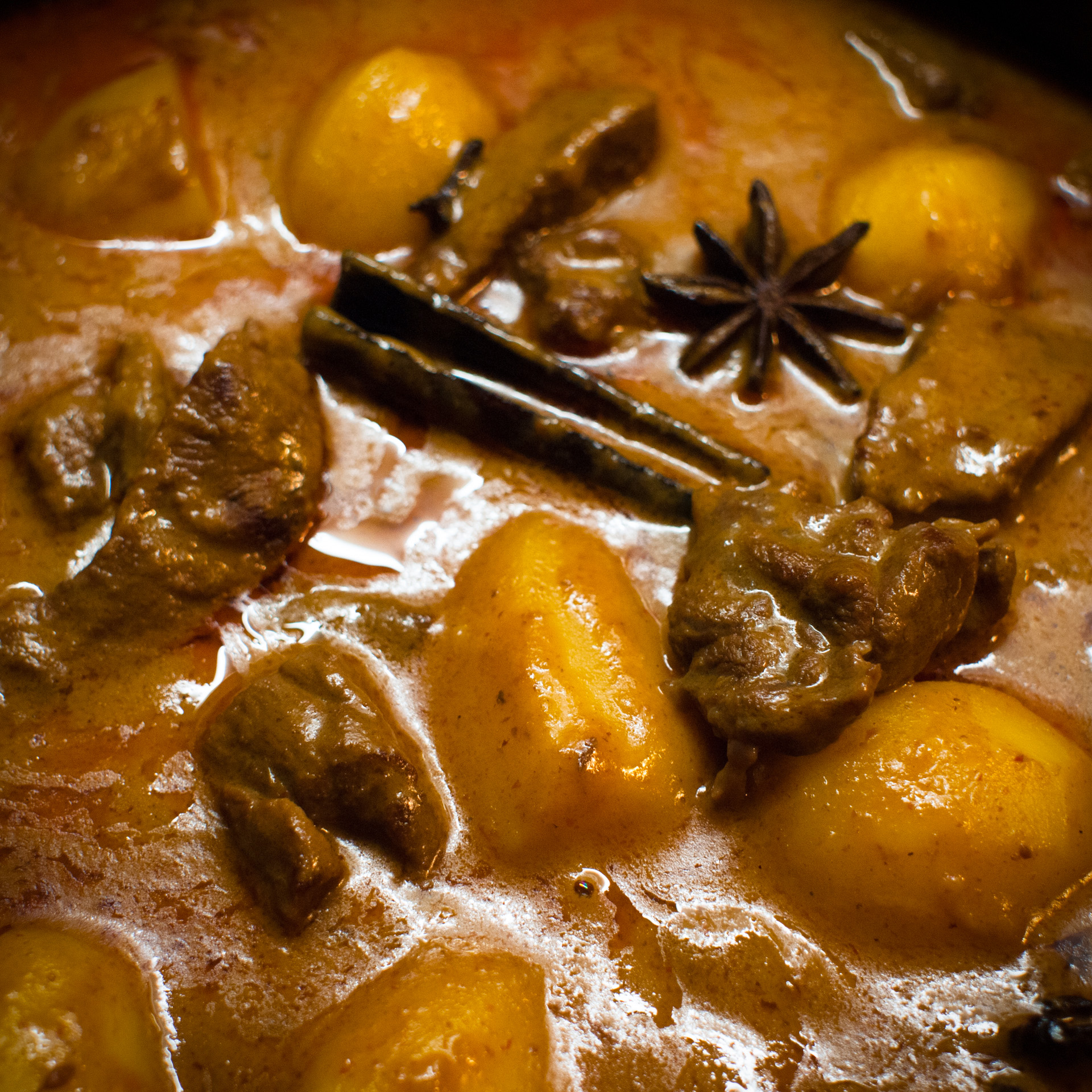
Kaeng massaman

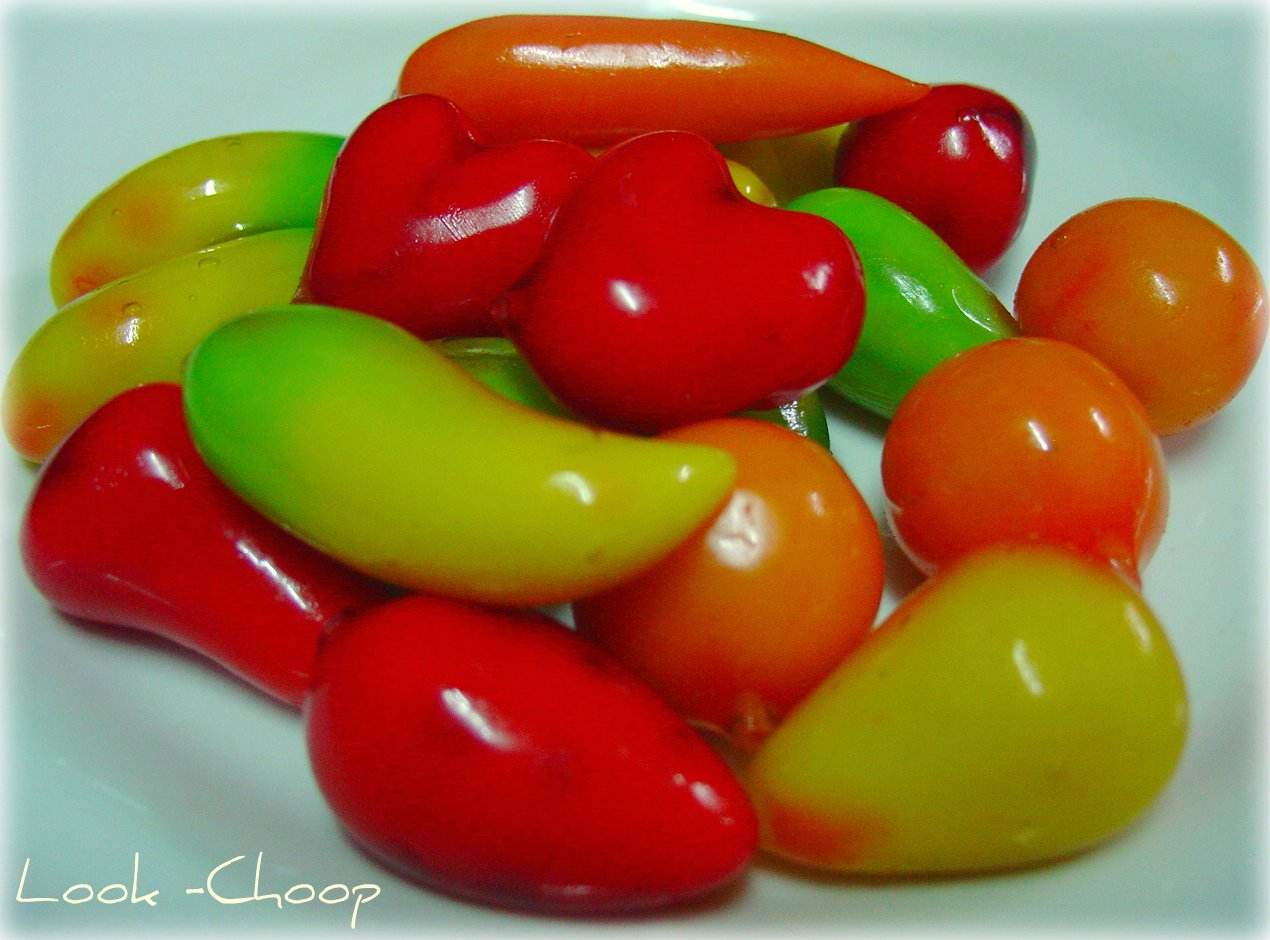
Luk chup

Mezi nejpopulárnější thajské pokrmy patří
- pad thai – jídlo z tlustých smažených rýžových nudlí s vajíčky, tofu a někdy i s masem a mořskými plody
- mu nam tok (též nam tok mu) – salát ze severovýchodního Thajska (region Isán), kousky grilovaného vepřového masa, ochucené chilli, limetkou a rybí omáčkou
- Gai yang - grilované kuře[4]
- hoi maeng pu op mo din – mušle v kokosové omáčce
- ho mok khai – zelný list plněný jikrami
- kaeng – označení pro thajské kari, existuje mnoho druhů kaengu (kaeng hang lay – kari po barmsku s vepřovým masem, kaeng jeut – kari s rýžovými nudlemi, masem a houbami, kaeng kari – kari na indický způsob, kaeng masaman – kari po malajsku, s kokosovým mlékem a další). Červené kari se přitom podává tradičně s rajským protlakem a red bird pepper paprikou[5], zelené s variací zelené zeleniny (brokolice, fazolové a hrachové lusky...).
- kai yang – kuře pečené v bylinkách a medu
- khao mok kai – thajská verze biryani, směs kořeněné rýže se zeleninou a masem
- khao soi - nudle s kokosovým krémem, zelím a hovězím masem[4]
- kuay tiaw – nudlová polévka, podávaná jako oběd
- mu pat prio wan – sladkokyselé vepřové maso
- nam phrik kung siap – krevetové špízy
- nua pat nam man hoi – hovězí maso v ústřicové omáčce
- oliang – ledová sladká káva
- pad thai - smažené rýžové nudle se sójou, krevetami, arašídy, vajíčkem a chilli[4]
- phanaeng – kari z kokosového mléka
- pla meuk thot kratiem phrik – smažené kalamáry s česnekem
- tom yum – polévka připravená z chilli pasty kořeněná galangalem a kaffirem
- yam – pikantní salát
- luk chup – dezert podobný marcipánu

## Regionální kuchyně
Za zmínku stojí též regionální kuchyně pěti hlavních thajských regionů:
- Bangkok: kuchyně hlavního města Thajska Bangkoku byla ovlivněna evropskou kuchyní (především kuchyní Portugalska) a kuchyní národa Tiê-Chiu pocházejícího z Číny.
- Střední Thajsko: ve středním Thajsku je velké množství rýžových polí. Velmi populární ingrediencí je zde kokosové mléko.
- Severovýchodní Thajsko (Isán): zdejší kuchyně je blízká laoské kuchyni, a byla ovlivněna také khmerskými vlivy. Zdejší region je znám surovinou zvanou pla ra, která vzniká fermentací rybího masa spolu s rýžovými otrubami nebo rýžovou moukou.
- Severní Thajsko: kuchyně oblasti Thajské vysočiny je podobná kuchyni severovýchodního Thajska. Základní potravinou je zde lepkavá rýže.
- Jižní Thajsko: v jižním Thajsku žije mnoho Malajců, zdejší kuchyně je proto podobná té malajské. Zdejší kuchyně byla ale také ovlivněna čínskou kuchyní.

## Stolování
Jídlo je v Thajsku společenskou událost. Všechny chody se podávají najednou a každý si bere, na co má chuť. Maso je nakrájeno na drobné kousky, při jídle se používá vidlička, která se drží v levé ruce a jíž se přihrnuje jídlo na lžíci. Hůlky se používají na nudlovou polévku. V severovýchodním Thajsku je hojně rozšířená lepkavá rýže, která se jí pravou rukou.

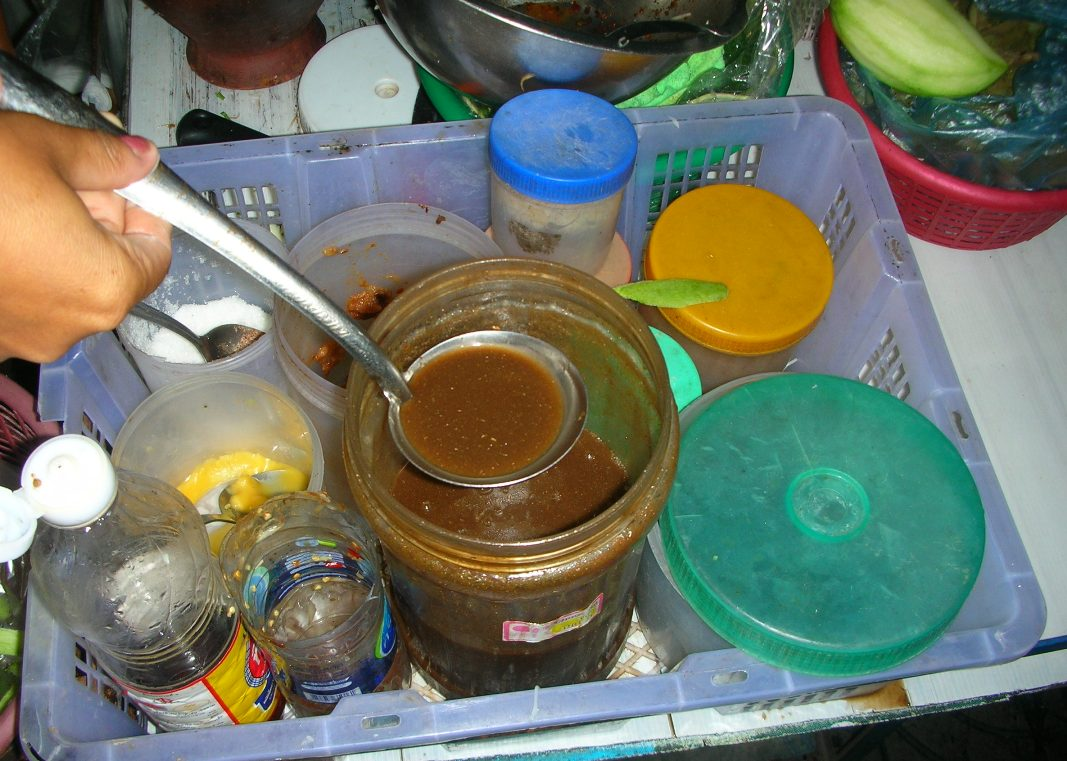
Nádoba s pla ra